# United States Golf Association
A United States Golf Association (USGA) egy  1894. december 22-én
megalapított szervezet, amely a golf szabályozására hivatott az USA és Mexikó területén.
Az R&A-vel együttműködve részt vesz a golf
szabályainak létrehozásában és értelmezésében. Emellett évente 13 nemzeti golf tornát rendez,
felügyeli a golfpályákat és az USA-ban segíti a golffal kapcsolatos programok beindítását.

## Külső hivatkozások
- www.usga.org (Az USGA website-ja)